# جولیانو کارنیمئو
جولیانو کارنیمئو (ایتالیایی: Giuliano Carnimeo؛ ‏ ۴ ژوئیهٔ ۱۹۳۲ – ۱۰ سپتامبر ۲۰۱۶) کارگردان فیلم و فیلم‌نامه‌نویس اهل ایتالیا بود.
از فیلم‌های او می‌توان به پیرینو، پزشک اس.ای.یو.بی.، تمام آنچه باید آشکار شود، همسرم دوباره به دبیرستان می‌رود، همسرم دوباره به دبیرستان می‌رود، آنا، آن لذت خاص، وای خدای بزرگ، پاستوره اومد!، پوکر در رختخواب، جایی برای مردن پیدا کن، تاراج رم، دلیل آن قطره‌های عجیب خون روی بدن جنیفر چیست؟ و خانم معلم با همه کلاس… می‌رقصد اشاره کرد.